# Stanisław Marecki
Stanisław Marecki vel Marzec-Marecki właśc. Stanisław Marzec (ur. 24 lutego 1910 w Krakowie, zm. 14 października 1992 w Opolu) – polski aktor teatralny i filmowy.

## Życiorys
Kształcił się w Miejskiej Szkole Dramatycznej w Krakowie, a w latach 1931-1933 występował w tamtejszym Teatrze Miejskim im. Juliusza Słowackiego. Po zakończeniu II wojny światowej związany był głównie z Opolem, gdzie występował na deskach Teatru Ziemi Opolskiej (do 1950 roku - Teatru Miejskiego im. Juliusza Słowackiego) w latach 1946-1947, 1950-1952, 1954-1955 i 1962-1975. W pozostałym okresie był aktorem: Teatru Ziemi Lubuskiej w Gorzowie Wielkopolskim (1946-1947), Teatru Dzieci Warszawy (1949-1950), Teatru im. Wojciecha Bogusławskiego w Kaliszu (1952-1953, 1961-1962), Teatru Ziemi Łódzkiej (1953-1954, 1958-1961), Teatru Ludowego w Krakowie (1955-1957) oraz Teatru im. Adama Mickiewicza w Częstochowie. Wystąpił również w jednym spektaklu Teatru Telewizji (1970) oraz trzech audycjach Teatru Polskiego Radia (1969-1971).
Został pochowany na cmentarzu komunalnym w Opolu-Półwsi.

### Nagrody
- Nagroda Prezydium Wojewódzkiej Rady Narodowej w Opolu (1968)
- Honorowa Odznaka za zasługi dla Opolszczyzny (1968)
- Nagroda Urzędu Miejskiego w Opolu (1975)

Źródło:

## Filmografia
- Człowiek na torze (1957) - sekretarz partii w parowozowni
- Okrągły tydzień (1977) - kolega Karola Kostki

Źródło: